# باینویل-سور-مد
باینویل-سور-مد (به فرانسوی: Bayonville-sur-Mad) یک کمون (فرانسه) در فرانسه است که در canton of Thiaucourt-Regniéville واقع شده‌است. باینویل-سور-مد ۹٫۳۹ کیلومتر مربع مساحت دارد ۱۸۵ متر بالاتر از سطح دریا واقع شده‌است.